# Charleville-La Houillère (tổng)
Tổng Charleville-La Houillère là một tổng ở tỉnh Ardennes trong vùng Grand Est. Tổng Charleville-La Houillère được lập từ sự phân chia tổng cổ, tổng Charleville năm 1976. Phần kia thuộc lãnh thổ tổng Charleville-Centre.

## Hành chính
| Giai đoạn | Ủy viên         | Đảng | Tư cách |
| --------- | --------------- | ---- | ------- |
| 2001-2008 | Philippe Mathot | DL   |         |
| 2008-2014 | Boris Ravignon  | UMP  |         |

## Các đơn vị hành chính
Tổng Charleville-Centre regồm 3 xã với dân số 14 925 người (điều tra năm 1999, dân số không tính trùng)
| Xã                   | Dân số     | Mã bưu chính | Mã insee |
| -------------------- | ---------- | ------------ | -------- |
| Charleville-Mézières | 14 146 (1) | 08000        | 08105    |
| Damouzy              | 448        | 08090        | 08137    |
| Houldizy             | 331        | 08090        | 08230    |

(1) một phần xã.